# Mistrovství světa v biatlonu 2017
Mistrovství světa v biatlonu 2017 probíhalo od 8. do 19. února 2017 na biatlonovém stadionu Biathlon Stadium Hochfilzen v rakouském Hochfilzenu. Předcházející mistrovství světa se zde konala v letech 1978, 1998 a 2005.
Jednalo se o 49. ročník mistrovství světa v biatlonu. Výsledky závodů na šampionátu se započítávaly do celkového pořadí Světového poháru.

## Výběr pořadatelské země
O pořádání Mistrovství světa v biatlonu v rakouském Hochfilzenu bylo rozhodnuto na základě hlasování delegátů Mezinárodní biatlonové unie 2. září 2012 na kongresu v italském Meranu. Protikandidátem byl švédský Östersund, jenž už dříve několikrát mistrovství světa pořádal a nakonec mu i byl v roce 2014 přidělen následující šampionát konaný v roce 2019. Hochfilzen nakonec ve volbě získal 27 hlasů a zvítězil. Östersund obdržel hlasů 20.
| Středisko                               | stát     | hlasů | pořadatelství předchozích MS |
| --------------------------------------- | -------- | ----- | --- |
| Biathlon Stadium Hochfilzen, Hochfilzen | Rakousko | 27    | 1978 (pouze závody mužů), 1999 (pouze štafetové závody, stíhací závody hostila slovinská Pokljuka), 2005 (kromě smíšené štafety, tu hostil ruský Chanty-Mansijsk) |
| Östersunds skidstadion, Östersund       | Švédsko  | 20    | 1970 (pouze závody mužů), 2008 |

## Organizace

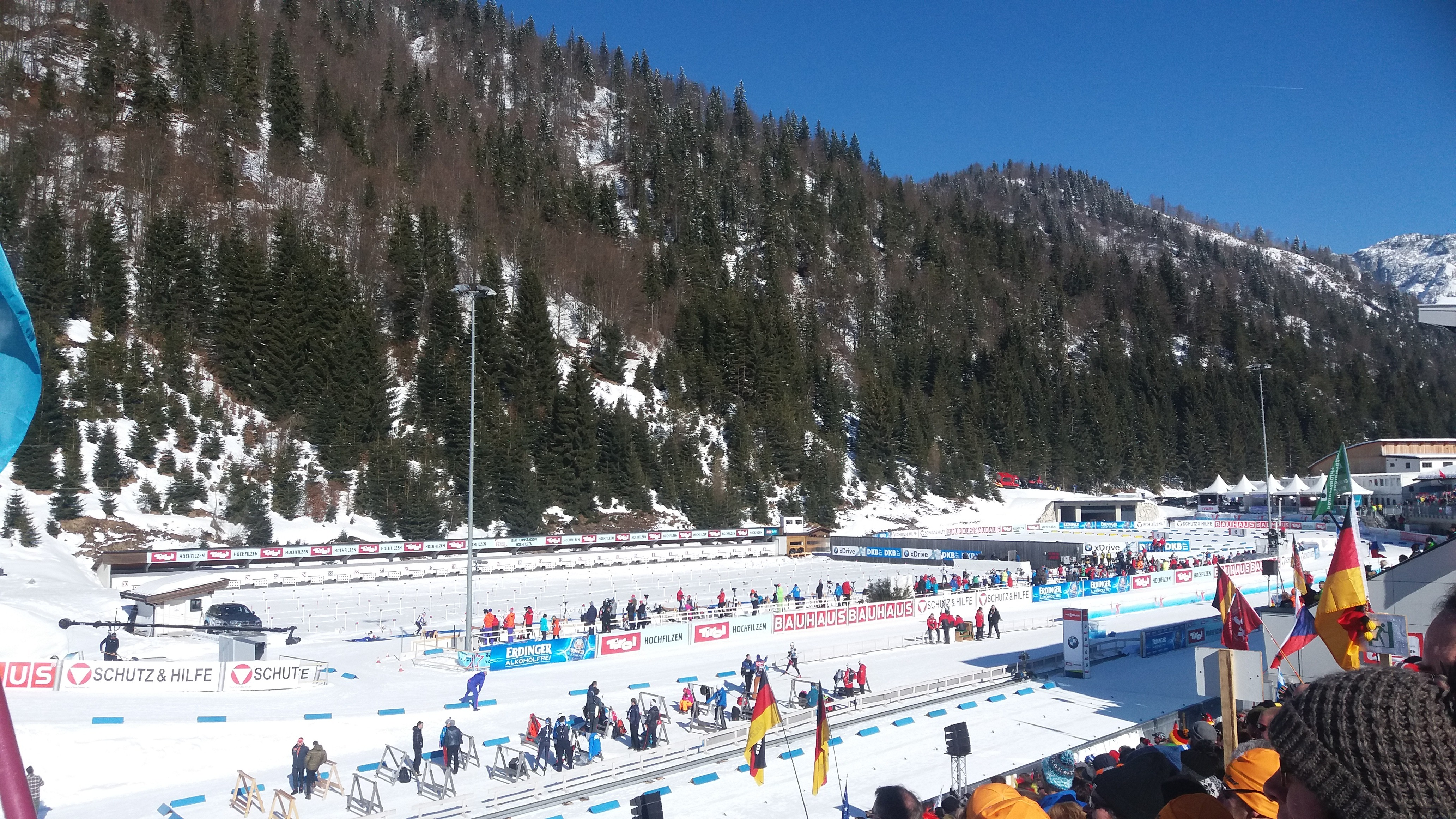
Dějiště mistrovství a jeho střelnice (snímek ze šampionátu, 2017)

Mistrovství světa pořádala Mezinárodní biatlonová unie IBU ve spolupráci s rakouským biatlonovým svazem, hlavním ředitelem akce byl Franz Berger.

### Mediální pokrytí
Přenos ze šampionátu zajišťovala největší rakouská televizní společnost Österreichischer Rundfunk (ORF), která s podobnými přenosy už měla zkušenosti, když se například podílela na tvorbě přenosů z Mistrovství světa v alpském lyžování 2013 ze Schladmingu. Na místě měla k dispozici celkem 49 kamer pro mezinárodní přenos do všech zemí světa. Kromě toho na místě působilo až 20 dalších mezinárodních televizních a rozhlasových stanic, včetně českých.
V Česku program šampionátu přenášela Česká televize na kanálu ČT sport.

### Maskot
Za maskota mistrovství světa vybrali organizátoři hnědou veverku jménem Burli.

## Rozdělení finančních odměn
Finanční odměny uvedené níže připadaly vždy na jednu disciplínu.
| Soutěž | vítězové | 2. místo | 3. místo | 4. místo | 5. místo | 6. místo | 7. místo | 8. místo | 9. místo | 10. místo | 11.-15. místo | Celkem za disciplínu |
| --- | -------- | -------- | -------- | -------- | -------- | -------- | -------- | -------- | -------- | --------- | ------------- | -------------------- |
| individuální závody | €13 000  | €10 000  | €7 000   | €5 000   | €4 000   | €3 500   | €3 000   | €2 000   | €1 500   | €1 000    | €500          | €52 500              |
| štafetové závody | €20 000  | €14 000  | €11 000  | €8 000   | €6 000   | €4 000   | —        | —        | —        | —         | —             | €63 000              |
| *ve štafetových závodech jsou uváděny částky pro všechny členy *závodník s červeným číslem na startu (vedoucího průběžného hodnocení disciplíny) získal prémii €1 000, závodník s žlutým trikotem (vedoucího průběžného hodnocení celého SP) pak prémii stejné výše |          |          |          |          |          |          |          |          |          |           |               |                      |

## Program
Program podle oficiálních stránek. Na programu šampionátu bylo celkem 11 závodů. Muži a ženy absolvovali sprinty, stíhací závody, vytrvalostní závody, závody s hromadným startem a štafety. Navíc také společně absolvovali závod smíšených štafet.
| Den | Datum     | Disciplína                       | Začátek (SEČ) | Počet závodníků |
| --- | --------- | -------------------------------- | ------------- | --------------- |
| Čt  | 9. února  | Smíšená štafeta                  | 14:45         | 25 týmů (100)   |
| Pá  | 10. února | Sprint (ženy)                    | 14:45         | 101             |
| So  | 11. února | Sprint (muži)                    | 14:45         | 103             |
| Ne  | 12. února | Stíhací závod (ženy)             | 10:30         | 58              |
| Ne  | 12. února | Stíhací závod (muži)             | 15:00         | 58              |
| St  | 15. února | Vytrvalostní závod (ženy)        | 14:30         | 99              |
| Čt  | 16. února | Vytrvalostní závod (muži)        | 14:30         | 101             |
| Pá  | 17. února | Štafeta (ženy)                   | 14:45         | 23 týmů (92)    |
| So  | 18. února | Štafeta (muži)                   | 14:45         | 26 týmů (104)   |
| Ne  | 19. února | Závod s hromadným startem (ženy) | 11:30         | 30              |
| Ne  | 19. února | Závod s hromadným startem (muži) | 14:45         | 30              |

## Průběh závodů

### Smíšená štafeta
První závod mistrovství rozjela za Česko Eva Puskarčíková. Vleže čistě a tradičně rychle střílela a udržovala se pak ve vedoucí pětici. Vstoje však zasáhla i s pomocí tří náhradních nábojů jen tři terče a absolvovala proto dvě trestná kola, po kterých odjížděla na 23. pozici. Gabriela Soukalová, která od ní štafetu přebrala na 21. místě se ztrátou minuty a deseti sekund, zajela velmi dobrý závod: střílela jen s jednou chybou vstoje a postoupila na osmou pozici. Ondřej Moravec pak jel také rychle a když francouzská i norská štafeta musely po střelbě vstoje na trestné kolo, posunul se o další dvě místa dopředu. Dokázal pak ještě zrychlit a na poslední předávku přijel jako pátý, se ztrátou jedné sekundy na třetí Francouze. Michal Krčmář pak udělal celkem tři chyby na střelnici a i díky pomalejšímu běhu se propadl na osmé místo. Poslední kolo však zaběhl nejrychleji ze všech, předjel Nora Emila Hegle Svendsena a v cílové rovině bojoval s Fredrikem Lindströmem se Švédska. Prohrál s ním však o tři desetiny sekundy a čeští biatlonisté tak skončili na sedmém místě, 42 sekund za vítězi. Těmi se stala německá štafeta, která se od poloviny závodu udržovala na první pozici. O druhé místo bojovali Rusové a Francouzi. Z poslední střelby vyjížděl Martin Fourcade těsně před Antonem Šipulinem. Zejména ve stoupáních se jej pokoušel setřást, ale druhé místo získal až v cílové rovině, kde si takticky zvolil výhodnější stopu. Po závodě se projevily dozvuky dopingové aféry ruských biatlonistů, když Fourcade na dobu, kdy ruská čtveřice dostávala bronzové medaile, odešel ze stupňů vítězů.

### Sprinty
Čeští trenéři podobně jako u většiny biatlonových velmocí předpokládali, že by se postupem času mohla trať zrychlovat a utišovat se vítr na střelnici, a proto zařadili české reprezentantky do druhé poloviny losovaných skupin. První z nich vyjela na trať Lucie Charvátová, která s dvěma chybami na střelnici dokončila na 32. místě. V cíli se tou dobou již dlouho překvapivě držela na prvním místě Francouzka Anaïs Chevalierová, která bezchybnou střelbu podpořila solidním během. Favoritka Laura Dahlmeierová však běžela ještě rychleji a s oběma bezchybnými položkami na střelnici dojela o 21 sekund před Francouzkou. Veronika Vítková rozjela velmi rychle první kolo, ale ve střelbě udělala celkem pět chyb a skončila na 68. pozici, čímž se neprobojovala do stíhacího závodu. Eva Puskarčíková rozjela závod pomaleji a při střelbě vleže udělala dvě chyby. Poté však zrychlila běh, vstoje zasáhla všechny terče a dojela na 17. pozici. Poslední – pět závodnic od konce – vystartovala Gabriela Soukalová. První kolo zajela o šest sekund rychleji než Dahlmeierová. Vleže zastřílela čistě, i když její třetí rána byla těsná a proto čtvrtou o několik sekund odložila. V druhém kole získala na Němku dalších šest sekund. Vstoje předvedla čistou střelbu a i když jí pak v druhé polovině posledního kola už docházely síly, vedení udržela a dojela do cíle jako první s náskokem čtyř sekund. Stala se tak po 12 letech dalším individuálním mistrem světa (před ní zvítězil, také v Hochfilzenu, v roce 2005 Roman Dostál). „Věděla jsem, že mám na Lauru po druhé střelbě 10 sekund, ale nemyslela jsem si, že bych to mohla udržet. Všichni víme, jaká poslední kola předvádí Laura. Běhá rychle jako kůň,“ komentovala svoje vítězství Koukalová.
Závod mužů se z českých reprezentantů vydařil Ondřeji Moravcovi. Po první i druhé střelbě se udržoval na průběžném šestém místě, přitom vleže střílel čistě, ale vstoje nezasáhl pátý terč. V posledním kole se zachytil Benedikta Dolla, který usiloval o vítězství, a i díky tomu se posunul na průběžné čtvrté místo v cíli. Nakonec skončil pátý, když jej předstihl Johannes Thingnes Bø. Druhý z českých závodníků dojel nováček Adam Václavík na 34. místě. Rychle střílel i běžel, ale jeho výkon srazily celkem čtyři chyby na střelnici. Michal Šlesingr se třemi nezasaženými terči dojel o osm pozic za ním. Oproti předcházejícím závodům se nedařilo Michalu Krčmářovi, který se čtyřmi střeleckými chybami skončil na 61. místě a nepostoupil do stíhacího závodu.
Velmi zajímavý byl boj o medailové pozice. Na prvním místě v cíli se dlouho držel Martin Fourcade, který udělal při každé střelbě jednu chybu. Pak se po druhé střelbě dostal před něj v průběžném pořadí o 11 sekund Bulhar Krasimir Anev. V posledním kole však na Fourcada ztratil a do cíle dojel deset sekund za ním. Další čistě střílející Němec Benedikt Doll odjížděl ze střelnice s náskokem 27 sekund na Fourcada. Oproti Anevovi náskok udržel a v cíli byl 23 sekund před Fourcadem. Tou dobou však odjížděl ze střelnice jeden z posledních startujících, na střelnici bezchybný Nor Johannes Thingnes Bø. Před nájezdem do posledního kola měl na Dolla náskok přes devět sekund. Ten však postupně, hlavně v úseku před cílem, ztratil a dojel o necelou sekundu za Dollem, pro kterého to znamenalo první titul mistra světa i první vítězství v závodech světového poháru.

### Stíhací závody
Z první pozice startovala v tomto závodě vítězka předcházejícího sprintu Gabriela Soukalová. Při první střelbě jí však nevyšla manipulace se zbraní: třikrát navíc musela manipulovat se závěrem, čímž ztratila mnoho času a mělo to za následek i dva nesestřelené terče. „Za blbost se platí. Byla jsem nervózní. Natřikrát mi nevystřelil náboj. Jednou jsem si ho skřípla, podruhé vyhodila, potřetí jsem si nedocvakla zásobník, takže rána, kterou jsem mířila na terč, vůbec nevystřelila,“ popsala situaci po závodě. Odjížděla na 13. pozici se ztrátou 42 sekund, kterou do druhé střelby o 14 sekund stáhla (jela toto kolo nejrychleji ze všech). Také v třetím kole předvedla nejrychlejší běh a i když poté při první střelbě vstoje nezasáhla jeden terč, stále stahovala ztrátu na třetí místo. Na to se dostala po poslední čisté střelbě, když několik nejbližších soupeřek, především Finka Kaisa Mäkäräinenová, chybovalo. O pět sekund před ní jela Běloruska Darja Domračevová. Koukalová na ni do druhého mezičasu ještě dvě sekundy získala, ale předjet jí už nedokázala – předcházející kola jí stála mnoho sil. Přesto byla spokojená a do cíle dojížděla s rukama nad hlavou. „Po tomhle dlouhém incidentu jsem se rozloučila s jakoukoli nadějí na medaili. Z toho, že se pak povedlo udělat takový comeback, jsem překvapená,“ dodala po závodě.
V závodu zvítězila favorizovaná Laura Dahlmeierová, která se už od první střelby držela na čele a svůj nevelký náskok si stále udržovala. Z dalších českých reprezentantek dojela na 31. pozici Eva Puskarčíková, která při druhé střelbě vleže zasáhla jen jeden terč z pěti. Celkem udělala pět chyb a tento handicap nevyrovnala ani druhou nejrychlejší střelbou ze všech. Lucie Charvátová se čtyřmi nezasaženými terči dokončila závod o tři místa za ní.
V závodu mužů se čekalo na výkon Ondřeje Moravce, který podle předcházejícího sprintu startoval z páté pozice. Vleže zastřílel vždy čistě a udržoval se kolem šestého místa. Tuto pozici neztratil ani po jedné chybě při první střelbě vstoje. „Ty stojáky nedávám hlavou. Potřebuju se chytit a myslím, že pak to půjde. Je to o jedné položce, aby se mi povedla,“ zhodnotil svou střelbu po závodě. Po další chybě při poslední zastávce na střelnici odjížděl stále na šestém místě, ale dokázal ještě zrychlit. Předjel Bulhara Krasimira Aneva i Američana Lowella Baileyho. O necelou sekundu se však před něj dostal Anton Šipulin a Moravec tak skončil stejně jako v předcházejícím sprintu pátý. Michal Šlesingr střílel první tři položky čistě a před poslední střelbou se propracoval až na 17. pozici. Zde však udělal tři chyby a klesl až na třicáté místo, na kterém taky dojel do cíle. Adam Václavík nezasáhl celkem 9 terčů a propadl se na 54. místo. Závod vyhrál Martin Fourcade, který se na první místo dostal po první střelbě a už jej neopustil. Byla to pro něj jubilejní desátá zlatá medaile z mistrovství světa. Na druhém místě se dlouho držel Ole Einar Bjørndalen, ale asi 500 metrů před cílem jej předstihl v posledním kole nejrychleji jedoucí Johannes Thingnes Bø.

### Vytrvalostní závody
Závod žen začala Gabriela Soukalová jednou chybou při střelbě vleže. Při druhé střelbě zasáhla všechny terče a posunula se na průběžné třetí místo, ale začínaly se před ní dostávat závodnice, které zastřílely obě první střelby čistě. To se změnilo po třetí střelbě: při ní Koukalová také nechybovala a odjížděla s náskokem jako první. Při poslední střelecké položce byla také bezchybná, i když jednu ránu o několik sekund odložila. Do cíle přijela s více než minutovým náskokem. V té době však její největší soupeřka Laura Dahlmeierová měla za sebou první položku, při níž udělala stejně jako Koukalová jednu chybu. Při druhé a třetí střelbě byla Dahlmeierová bezchybná a udržovala si náskok 15–20 sekund. Také při poslední položce, kterou střílela dlouho, neudělala žádnou chybu a s jistotou si dojela pro zlatou medaili. Bronzovou medaili získala překvapivě jedna z čistě střílejících závodnic, Italka Alexia Runggaldierová.
Jako druhá se z českých závodnic umístila Eva Puskarčíková. Dvě chyby na střelnici a pomalejší běh ji odsunuly na 23. místo. Veronika Vítková s pěti chybami dojela padesátá, Lucie Charvátová nezasáhla osm terčů a skončila na 82. místě.
Vytrvalostní závod mužů měl překvapivého vítěze. Martin Fourcade startoval mezi prvními a při každé střelbě vleže, tedy při první a třetí položce, udělal po jedné chybě. Díky velmi rychlému běhu však dojel do cíle jako první a na tomto místě se udržoval i nadále. Poté však vyjel na trať Ondřej Moravec. Při první a druhé položce sestřelil všechny terče a dostal se do průběžného vedení. Také při třetí střelbě nechyboval a trenér Ondřej Rybář v reportážních vstupech pro Českou televizi jeho střelbu vysoce hodnotil. Také při poslední střelbě neudělal Moravec chybu a jako první čistě střílející závodník odjížděl s náskokem 23 sekund na Fourcada. V posledním kole sice trochu ztratil, ale náskok si udržel a dojel do cíle o 18 sekund první. Ke konci startovní listiny však bylo několik favorizovaných závodníků, z nichž se zpočátku dařilo nejlépe Johannesi Thingnesi Bø. Po druhé položce se dostal před Moravce téměř o půl minuty, ale při posledních dvou střelbách udělal vždy jednu chybu a nakonec skončil o více než minutu osmý. Američan Lowell Bailey střílel první tři položky také čistě a v průběžném pořadí se dostal před Moravce. I při poslední střelbě neudělal žádnou chybu a odjížděl z ní s náskokem šest sekund. Ten se však snižoval a na posledním mezičase byl jen jednu desetinu sekundy. Poté však Bailey zrychlil a dojel o tři sekundy před Moravcem.
Závod se vydařil i Michalu Krčmářovi, který zasáhl také všechny terče a dojel šestý. Oproti němu Michal Šlesingr udělal tři chyby, což částečně vyrovnal rychlejším během a skončil osmnáctý. Tomáš Krupčík nezasáhl také tři terče a dojel na 32. místě.

### Štafety
Česká štafeta jela ve složení Jessica Jislová, Eva Puskarčíková, Veronika Vítková a Gabriela Soukalová. Jislová sice rozjela závod pomaleji, ale vleže zasáhla všechny terče bez dobíjení a navíc s šestým nejrychlejším časem. Totéž předvedla i při střelbě vstoje a jako jediná z celého startovního pole tak odstřílela obě položky čistě. V posledním kole jí docházely síly, přesto předala Evě Puskarčíkové štafetu na osmém místě se ztrátou 38 sekund. Puskarčíková vleže i vstoje střílela s jedním dobíjením. Vyrovnala to sice tradičně rychlou střelbou, ale při běhu ztrácela. V posledním kole však dokázala zrychlit a předávala na šestém místě s půlminutovou ztrátou. Předposlední úsek běžela Veronika Vítková. Jela rychle, předjela vždy několik závodnic, ale při každé střelbě musela dvakrát dobíjet. Přesto posunula českou štafetu opět o jedno místo – předávala pátá ve skupině s Ruskami a Italkami a jen pět sekund za třetími Francouzkami. Koukalová brzy dojela několik soupeřek a po čisté střelbě vleže jela v kontaktu s ostatními v boji o druhé místo. Na poslední střelbu přijížděly společně Dorinová Habertová, Olena Pidhrušná a Koukalová. Všechny zastřílely čistě, Koukalová však netradičně i rychle a proto odjížděla na druhém místě s náskokem tří a čtyř sekund na tyto soupeřky. Ty jí však dojely a před posledním mezičasem předjely. Souboj o stříbro vyhrála Ukrajina a Francii zbyl bronz. Koukalová už soupeřky nedokázala dojet a česká štafeta tak skončila čtvrtá. Po závodě si pak postěžovala, že jí tentokrát jely pomaleji lyže. Závod vyhrály německé reprezentantky, když zejména Franziska Hildebrandová na třetím úseku doplnila bezchybnou střelbu rychlým během. Laura Dahlmeirová pak sice musela třikrát dobíjet, ale první místo s jistotou udržela.
V mužské štafetě dali trenéři před Adamem Václavíkem přednost Tomáš Krupčíkovi, který v předcházejícím závodě lépe střílel. Vleže se Krupčíkovi skutečně dařilo, ale vstoje nezasáhl poslední terč ani náhradními náboji, jel na trestné kolo a předával až na 21. místě se ztrátou jeden a půl minuty. Ondřej Moravec postavení českého týmu na druhém úseku vylepšoval, ale při každé střelbě jednou dobíjel a tak se posunul jen o pět míst dopředu. Michal Šlesingr pak předvedl druhý nejrychlejší běh, ale musel použít celkem pět náhradních nábojů a předával na desátém místě. Také Michal Krčmář nestřílel přesně: vleže i vstoje musel vždy dvakrát dobít a soupeři, které na trati předjížděl, se dostávali před něj. V cílové rovině dokázal o jednu desetinu sekundy předjet Švéda Fredrika Lindströma. Čeští reprezentanti tak s 15 dobíjenými náboji – nejvíce ze všech soupeřů – dojeli s více než tříminutovou ztrátou na 10. místě. Zvítězila ruská štafeta: na třetím úseku ji posunul čistě střílející Anton Babikov na první pozici, kterou Anton Šipulin udržel před Martinem Fourcadem až do cíle. Třetí místu obsadili Rakušané, pro které to byla jediná medaile na domácím mistrovství světa.

### Závody s hromadným startem
Závod žen se jel za jasného počasí a klidného větru, a proto střílely biatlonistky často čistě. Také Koukalová zasáhla při první položce všechny terče; střílela sice jako obvykle pomaleji, ale do další střelby se posunula na první pozici. Zde opět střílela čistě a opět odjížděla ve skupině mnoha podobně střílejících závodnic. Tuto skupinu vedla Američanka Susan Dunkleeová, která vždy střílela čistě i velmi rychle, a tak odjížděla ze střelnice vždy první s malým náskokem. Při třetí střelbě se situace opakovala a jako první z ní odjížděla skupina v pořadí Dunkleová, Dahlmeierová, Koukalová a Dorinová Habertová. Na poslední střelbu přijely všechny společně. Při ní udělaly Koukalová i Dorinová Habertová svoji jedinou chybu v závodu. „V čtvrtém kole už toho bylo opravdu přespříliš a já už se nebyla schopná zkoncentrovat,“ řekla Koukalová pro Českou televizi těsně po závodě. Dunkleová i Dahlmeierová střílely čistě, ale
Dunkleová o pět sekund rychleji, a proto vyjížděla do posledního kola na vedoucí pozici. Před Koukalovou se na dojezdu dostala ještě Ukrajinka Julija Džymová. Tu sice Koukalová brzy předjela, ale začínala se k ní přibližovat Kaisa Mäkäräinenová, která byla po poslední střelbě deset sekund za ní. Mezitím Dahlmeierová předjela po prvním mezičase Dunkleovou a dojela si s jistotou pro zlatou medaili. Pro Dunkleovou byla i stříbrná medaile úspěch – byly to její první stupně vítězů na mistrovstvích světa. O další pozice se však bojovalo: Mäkäräinenová předjela tři soupeřky a na druhém mezičase byla již za Koukalovou. Těsně před koncem podsedního stoupání ji předjela a dojela tak třetí, což znamenalo její první medaili z tohoto mistrovství světa. Unavená Koukalová skončila čtvrtá: v cílové rovině musela ještě odrážet nástup Slovinky Teji Gregorinové, ale o dvě desetiny sekundy se jí to podařilo. Jedinou další českou reprezentantkou v tomto závodě byla Eva Puskarčíková, které se nedařilo. Udělala celkem pět chyb a nakonec skončila na 26. pozici.
V závodu mužů se z českých závodníků věřilo Ondřeji Moravcovi, který v dosavadních individuálních závodech na tomto mistrovství skončil nejhůře pátý. Moravec se Šlesingrem začali dobře, první i druhou střelbu zvládli čistě a udržovali se stále ve vedoucí skupině, i když většinou na jejím konci kolem 14. pozice. Při třetí střelecké položce minuli vždy jeden terč, ale protože chybovalo i mnoho dalších soupeřů, odjížděli na 9. a 13. místě. Moravec však v druhé polovině závodu běžel pomaleji a tak o pět míst klesl; naopak rychlý Šlesingr poodstoupil až na deváté místo. Při poslední střelbě oba opět jednou chybovali a do cíle dojel Šlesingr na 13 a Moravec na 16. pozici. Michal Krčmář udělal chybu hned při první střelbě vleže. V dalších položkách zasáhl už všechny terče, ale protože kromě prvního kola běžel pomalu, nezlepšoval se a do cíle dojel na 22. místě.
Souboj o medaile byl dramatický do posledního kola. Do něj odjížděl rychle střílející první Rakušan Simon Eder těsně před Simonem Schemppem z Německa. Za nimi s odstupem 17 sekund jel Američan Lowell Bailey a o dalších 7 sekund Nor Johannes Thingnes Bø. Martin Fourcade, který při poslední střelbě nezasáhl dva terče, byl až devátý se ztrátou téměř 50 sekund. Schempp jel těsně za Ederem až do začátku posledního kopce, kdy nastoupil, velmi rychle Rakušana předjel a dojel si tak pro svoji první medaili z mistrovství světa, navíc zlatou. Johannes Bø běžel také rychle – nejdříve předjel Američana a po posledním mezičase i Rakušana a dojel si pro stříbrnou medaili. Bronz vybojoval Eder. Fourcade předjel sice čtyři soupeře, ale nestačil na Rusa Šipulina a v cíli byl pátý.

## Medailisté

### Muži
| Disciplína                                  | Zlato                                                         | Výkon                                         | Stříbro                                                                               | Výkon                                                     | Bronz                                                                      | Výkon                                                     |
| Vytrvalostní závod (20 km) (detaily)        | Lowell Bailey                                                 | 48:07,4 (0+0+0+0)                             | Ondřej Moravec                                                                        | 48:10,7 (0+0+0+0)                                         | Martin Fourcade                                                            | 48:28,6 (1+0+1+0)                                         |
| Sprint (10 km) (detaily)                    | Benedikt Doll                                                 | 23:27,4 (0+0)                                 | Johannes Thingnes Bø                                                                  | 23:28,1 (0+0)                                             | Martin Fourcade                                                            | 23:50,5 (1+1)                                             |
| Stíhací závod (12,5 km) (detaily)           | Martin Fourcade                                               | 30:16,9 (0+0+0+1)                             | Johannes Thingnes Bø                                                                  | 30:39,7 (1+1+1+0)                                         | Ole Einar Bjørndalen                                                       | 30:42,5 (0+0+0+1)                                         |
| Závod s hromadným startem (15 km) (detaily) | Simon Schempp                                                 | 35:38,3 (0+0+0+0)                             | Johannes Thingnes Bø                                                                  | 35:47,3 (0+0+0+1)                                         | Simon Eder                                                                 | 35:48,4 (0+0+0+0)                                         |
| Štafeta (4×7,5 km) (detaily)                | Rusko Alexej Volkov Maxim Cvetkov Anton Babikov Anton Šipulin | 1:14:15,0 (0+1) (0+1) (0+0) (0+0) (0+0) (0+1) | Francie Jean-Guillaume Béatrix Quentin Fillon Maillet Simon Desthieux Martin Fourcade | 1:14:20,8 (0+0) (0+0) (0+1) (0+0) (0+3) (0+0) (0+0) (0+0) | Rakousko Daniel Mesotitsch Julian Eberhard Simon Eder Dominik Landertinger | 1:14:35,1 (0+0) (0+1) (0+2) (0+2) (0+1) (0+2) (0+1) (0+1) |

### Ženy
| Disciplína                                    | Zlato                                                                                     | Výkon                                                     | Stříbro                                                                          | Výkon                                                     | Bronz                                                                                    | Výkon                                                     |
| Vytrvalostní závod (15 km) (detaily)          | Laura Dahlmeierová                                                                        | 41:30,1 (1+0+0+0)                                         | Gabriela Soukalová                                                               | 41:54,8 (1+0+0+0)                                         | Alexia Runggaldierová                                                                    | 43:15,7 (0+0+0+0)                                         |
| Sprint (7,5 km) (detaily)                     | Gabriela Soukalová                                                                        | 19:12,6 (0+0)                                             | Laura Dahlmeierová                                                               | 19:16,6 (0+0)                                             | Anaïs Chevalierová                                                                       | 19:37,7 (0+0)                                             |
| Stíhací závod (10 km) (detaily)               | Laura Dahlmeierová                                                                        | 28:02,3 (1+0+0+0)                                         | Darja Domračevová                                                                | 28:13,9 (0+0+0+0)                                         | Gabriela Soukalová                                                                       | 28:18,9 (2+0+1+0)                                         |
| Závod s hromadným startem (12,5 km) (detaily) | Laura Dahlmeierová                                                                        | 33:13,8 (0+0+0+0)                                         | Susan Dunkleeová                                                                 | 33:18,4 (0+0+0+0)                                         | Kaisa Mäkäräinenová                                                                      | 33:33,9 (1+0+0+0)                                         |
| Štafeta (4×6 km) (detaily)                    | Německo Vanessa Hinzová Maren Hammerschmidtová Franziska Hildebrandová Laura Dahlmeierová | 1:11:16,6 (0+0) (0+2) (0+1) (0+3) (0+0) (0+0) (0+1) (0+2) | Ukrajina Iryna Varvynecová Julija Džymová Anastasija Merkušinová Olena Pidhrušná | 1:11:23,0 (0+0) (0+1) (0+1) (0+1) (0+1) (0+0) (0+0) (0+0) | Francie Anaïs Chevalierová Celia Aymonierová Justine Braisazová Marie Dorinová Habertová | 1:11:24,7 (0+0) (0+1) (0+0) (0+3) (0+3) (0+0) (0+0) (0+0) |

### Smíšená štafeta
| Disciplína                                 | Zlato                                                                 | Výkon                                                     | Stříbro                                                                                    | Výkon                                         | Bronz                                                                    | Výkon                                                     |
| Smíšená štafeta (2×6 + 2×7,5 km) (detaily) | Německo Vanessa Hinzová Laura Dahlmeierová Arnd Peiffer Simon Schempp | 1:09:06,4 (0+0) (0+2) (0+2) (0+2) (0+0) (0+0) (0+0) (0+1) | Francie Anaïs Chevalierová Marie Dorinová Habertová Quentin Fillon Maillet Martin Fourcade | 1:09:08,6 (0+0) (0+2) (0+1) (1+3) (0+0) (0+0) | Rusko Olga Podčufarovová Taťána Akimovová Alexandr Loginov Anton Šipulin | 1:09:09,6 (0+0) (0+0) (0+1) (0+0) (0+0) (0+3) (0+0) (0+0) |

## Medailové pořadí

### Medailové pořadí zemí
| Pořadí | Země      | Zlato | Stříbro | Bronz | Celkově |
| ------ | --------- | ----- | ------- | ----- | ------- |
| 1.     | Německo   | 7     | 1       | 0     | 8       |
| 2.     | Francie   | 1     | 2       | 4     | 7       |
| 3.     | Česko     | 1     | 2       | 1     | 4       |
| 4.     | USA       | 1     | 1       | 0     | 2       |
| 5.     | Rusko     | 1     | 0       | 1     | 2       |
| 6.     | Norsko    | 0     | 3       | 1     | 4       |
| 7.     | Bělorusko | 0     | 1       | 0     | 1       |
| 7.     | Ukrajina  | 0     | 1       | 0     | 1       |
| 9.     | Rakousko  | 0     | 0       | 2     | 2       |
| 10.    | Itálie    | 0     | 0       | 1     | 1       |
| 10.    | Finsko    | 0     | 0       | 1     | 1       |
|        | Celkem    | 11    | 11      | 11    | 33      |

### Individuální medailové pořadí
| Pořadí                                 | Závodník                       | Zlato | Stříbro | Bronz | Celkově |
| -------------------------------------- | ------------------------------ | ----- | ------- | ----- | ------- |
| 1.                                     | Laura Dahlmeierová (GER)       | 5     | 1       | 0     | 6       |
| 2.                                     | Simon Schempp (GER)            | 2     | 0       | 0     | 2       |
| 2.                                     | Vanessa Hinzová (GER)          | 2     | 0       | 0     | 2       |
| 4.                                     | Martin Fourcade (FRA)          | 1     | 2       | 2     | 5       |
| 5.                                     | Gabriela Soukalová (CZE)       | 1     | 1       | 1     | 3       |
| 6.                                     | Anton Šipulin (RUS)            | 1     | 0       | 1     | 2       |
| 7.                                     | Lowell Bailey (USA)            | 1     | 0       | 0     | 1       |
| 7.                                     | Benedikt Doll (GER)            | 1     | 0       | 0     | 1       |
| 7.                                     | Arnd Peiffer (GER)             | 1     | 0       | 0     | 1       |
| 7.                                     | Maren Hammerschmidtová (GER)   | 1     | 0       | 0     | 1       |
| 7.                                     | Franziska Hildebrandová (GER)  | 1     | 0       | 0     | 1       |
| 7.                                     | Anton Babikov (RUS)            | 1     | 0       | 0     | 1       |
| 7.                                     | Maxim Cvetkov (RUS)            | 1     | 0       | 0     | 1       |
| 7.                                     | Alexej Volkov (RUS)            | 1     | 0       | 0     | 1       |
| 15.                                    | Johannes Thingnes Bø (NOR)     | 0     | 3       | 0     | 3       |
| 16.                                    | Quentin Fillon Maillet (FRA)   | 0     | 2       | 0     | 2       |
| 17.                                    | Anaïs Chevalierová (FRA)       | 0     | 1       | 2     | 3       |
| 18.                                    | Marie Dorinová Habertová (FRA) | 0     | 1       | 1     | 2       |
| 19.                                    | Darja Domračevová (BLR)        | 0     | 1       | 0     | 1       |
| 19.                                    | Ondřej Moravec (CZE)           | 0     | 1       | 0     | 1       |
| 19.                                    | Susan Dunkleeová (USA)         | 0     | 1       | 0     | 1       |
| 19.                                    | Julija Džymová (UKR)           | 0     | 1       | 0     | 1       |
| 19.                                    | Anastasija Merkušinová (UKR)   | 0     | 1       | 0     | 1       |
| 19.                                    | Olena Pidhrušná (UKR)          | 0     | 1       | 0     | 1       |
| 19.                                    | Iryna Varvynecová (UKR)        | 0     | 1       | 0     | 1       |
| 19.                                    | Jean-Guillaume Béatrix (FRA)   | 0     | 1       | 0     | 1       |
| 19.                                    | Simon Desthieux (FRA)          | 0     | 1       | 0     | 1       |
| 28.                                    | Simon Eder (AUT)               | 0     | 0       | 2     | 2       |
| 29.                                    | Ole Einar Bjørndalen (NOR)     | 0     | 0       | 1     | 1       |
| 29.                                    | Alexia Runggaldierová (ITA)    | 0     | 0       | 1     | 1       |
| 29.                                    | Kaisa Mäkäräinenová (FIN)      | 0     | 0       | 1     | 1       |
| 29.                                    | Olga Podčufarovová (RUS)       | 0     | 0       | 1     | 1       |
| 29.                                    | Taťána Akimovová (RUS)         | 0     | 0       | 1     | 1       |
| 29.                                    | Alexandr Loginov (RUS)         | 0     | 0       | 1     | 1       |
| 29.                                    | Celia Aymonierová (FRA)        | 0     | 0       | 1     | 1       |
| 29.                                    | Justine Braisazová (FRA)       | 0     | 0       | 1     | 1       |
| 29.                                    | Julian Eberhard (AUT)          | 0     | 0       | 1     | 1       |
| 29.                                    | Dominik Landertinger (AUT)     | 0     | 0       | 1     | 1       |
| 29.                                    | Daniel Mesotitsch (AUT)        | 0     | 0       | 1     | 1       |
|                                        | Celkem                         | 19    | 19      | 19    | 57      |
| závody se započítáním soutěží družstev |                                |       |         |       |         |